# Velving
Velving (fràncic lorenès Welwing) és un municipi francès situat al departament del Mosel·la i a la regió del Gran Est. L'any 2019 tenia 207 habitants.

## Demografia
El 2007 tenia  242 habitants i hi havia 91 habitatges: 86 eren l'habitatges principals, dues segones residències i 2 desocupats.

## Economia
El 2007 la població en edat de treballar era de 154 persones, 106 eren actives i 48 eren inactives. L'any 2000 a Velving hi havia vuit explotacions agrícoles que conreaven un total de 291 hectàrees. Té una escola elemenetal.